# Dmitri Ustínov
Dmitri Fiódorovitx Ustínov, rus: Дмитрий Фёдорович Устинов, (Samara, 17 d'octubre de 1908 - Moscou, 20 de desembre de 1984) fou un militar i polític soviètic, ministre de Defensa i mariscal de la Unió Soviètica.

## Biografia
Ustínov va néixer al si d'una família obrera. Durant la Guerra Civil, quan la fam esdevingué intolerable, el seu pare marxà a Samarcanda, deixant al jove Dmitri com a cap de família. Poc després, el 1922, el seu pare va morir. El 1923, juntament amb la seva mare, es traslladà a la ciutat de Makkarev (prop d'Ivànovo-Voznessensk, on treballà com a ajustador en una fàbrica de paper i com a mecànic. El 1925, la seva mare va morir.
Ustínov es va afiliar al Partit Comunista de la Unió Soviètica el 1927. El 1929 començà els estudis a l'Institut Politècnic de la Facultat de Mecànica d'Ivanovo-Voznesensk. Després va ser traslladat a l'Escola Superior Tècnica Bauman de Moscou; i al març de 1932 ingressà a l'Institut d'Enginyeria Mecànica de Leningrad, d'on es graduà el 1934. Treballà com a enginyer de la construcció d'artilleria a l'Institut de Recerca de la Marina de Leningrad. El 1937 va ser traslladat a la Fàbrica d'Armes Bolxevic com a enginyer. Posteriorment esdevindria el director de la fàbrica.
Quan l'Alemanya nazi va envair la Unió Soviètica el 1941, Stalin va escollir Ustínov, que tenia 33 anys, pel càrrec de Comissari del Poble per l'Armement. Des d'aquest càrrec, supervisà l'evacuació de la indústria de defensa des de l'assetjat Leningrad a l'est, cap als Urals, lluny de l'abast de l'aviació alemanya. Aquesta evacuació sense precedents incloïa 80 fàbriques militars i 600.000 treballadors, tècnics especialistes i enginyers amb les seves famílies. Stalin va guardonar-lo pel seu treball, dient-li cap vermell, amb la major condecoració civil soviètica, la d'Heroi del Treball Socialista. Després de la guerra, Ustínov tingué un paper crucial en el requisament del programa de míssils alemany, desenvolupat durant la Segona Guerra Mundial, com un ímpetu als programes soviètics de míssils i per l'espai.
El 1952, Ustínov esdevingué membre del Comitè Central. El 1953, després de la mort de Stalin, el Ministeri d'Armaments es fusionà amb el Ministeri de la Indústria d'Aviació per esdevenir el Ministeri de la Indústria de Defensa, i Ustínov va ser posat al capdavant d'aquest nou ministeri. El 1961 tornà a rebre l'honor d'Heroi del Treball Socialista, aquest cop de mans de Nikita Khrusxov, per la seva participació a fer que el primer home a l'espai fos un astronauta soviètic, Iuri Gagarin. Khrusxov reconegué les habilitats de direcció d'Ustínov nomenant-lo Primer Adjunt al Premier i destinant-lo al control de l'economia civil el 1963.
A l'octubre de 1964, quan Khrusxov va ser deposat, Ustínov servia com a president del Soviet Suprem de l'Economia Nacional. Va ser enviat al mar Negre per portar a Khrusxov de tornada a Moscou. Ustínov arribà el matí del 13 d'octubre, mentre que Khrusvov estava reunit amb el ministre d'energia atòmica francès, Gaston Palewski. Ustínov demanà a Khrusxov que tornés immediatament a Moscou per a una sessió especial del presídium. Al vespre, tots dos aterraven a l'aeroport Vnukovo de la capital, on una limusina els esperava per portar-los al Kremlin.
Després de la marxa de Khrusxov, Leonid Bréjnev prengué el poder i Ustínov tornà a la indústria de defensa. El 1965 Ustínov va ser fet membre del Politburó i secretari del Comitè Central per supervisar la indústria militar, de defensa i certs orgues de seguretat. A més, va ser encarregat del desenvolupament de la força de bombardeig estratègic i del sistema soviètic de míssils balístics intercontinentals. Ustínov va ser conegut a la indústria d'armaments com a Oncle Mitia. També va ser un adversari personal de Vladímir Txelomei. Al febrer de 1970 publicà una directiva on ordenava que l'oficina de dissenys de Txemolei combinés la seva estació espacial Almaz amb la de l'oficina de Korolev (llavors dirigida per Vassili Mixin). Aquesta ordre representà un avanç cap al desenvolupament de l'estació espacial Saliut.
Ustínov adquirí poder a la burocràcia soviètica, mentre que escalava posicions a la indústria de defensa. Quan el veterà ministre de defensa Mariscal Rodion Malinovski va morir el 1967, va haver una ample especulació sobre si el càrrec passaria a Ustínov; però en canvi, el Kremlin va escollir un altre militar, el Mariscal Andrei Gretxkó.
El 1976, després de la mort de Gretxkó, Ustínov va ser nomenat Ministre de Defensa. Conseqüentment, va rebre la màxima graduació militar soviètica, Mariscal de la Unió Soviètica, encara que no havia realitzat cap mena de carrera militar prèvia. El 1979, confiadament afirmà que Les Forces Armades Soviètiques tenen un nivell que asseguren el compliment de qualsevol tasca que el Partit i el poble els encomanin. Aquell any, juntament amb altres membres del Politburó, iniciaren la invasió soviètica de l'Afganistan.
L'aura creixent dins de la milícia soviètica donà a Ustínov el paper de creador de reis del Kremlin, car el seu suport va ser aparentment crucial en donar el relleu a l'anterior cap del KGB Iuri Andrópov en la cursa per succeir a Bréjnev. Ustínov també emergí com un actor decisiu en el règim del malalt Konstantín Txernenko, a causa dels seriosos problemes de salut del nou líder així com de la seva limitada experiència en afers militars.
Ustínov era vist com el perfecte candidat conservador per succeir Iuri Andrópov com a secretari general del PCUS el 1984. Tanmateix, el nomenament de Konstantín Txernenko va permetre enfortir a les forces reformistes liderades per Mikhaïl Gorbatxov, que seria finalment el secretari general després de la mort de Txernenko el 1985.
El 7 de novembre de 1984, les càmeres de televisió soviètiques esperaven gravar-lo presenciant la parada militar a la plaça Roja en l'aniversari de la Revolució d'Octubre de 1917, però mai va aparèixer (va ser el viceministre de Defensa, Mariscal Sokolov, qui va passar revista a les tropes). Havia contret pneumònia a l'octubre. Va ser operat d'urgència, patint posteriorment una parada cardíaca fet que li provoca la mort. Va ser homenatjat amb un funeral d'Estat i enterrat a la Necròpoli del Kremlin el 24 de desembre.
Després de la seva mort, la ciutat d'Ijevsk va ser nomenada Ustinov en el seu honor, però sota el mandat de Mikhaïl Gorbatxov les ciutats anomenades en honor de recents dirigents soviètics van retornar a les seves antigues denominacions.

## Condecoracions
- Heroi de la Unió Soviètica
- Heroi del Treball Socialista (2)
- Orde de Lenin (11)
- Orde de Suvórov de 1a classe
- Orde de Kutuzov de 1a classe
- Medalla del Centenari de Lenin
- Medalla al Servei Distingit en la Vigilància de les Fronteres de l'Estat
- Medalla de la defensa de Moscou
- Medalla de la victòria sobre Alemanya en la Gran Guerra Patriòtica 1941-1945
- Medalla del 20è Aniversari de la Victòria en la Gran Guerra Patriòtica
- Medalla del 30è Aniversari de la Victòria en la Gran Guerra Patriòtica
- Medalla per la victòria sobre el Japó
- Medalla per la Tasca Meritòria durant la Gran Guerra Patriòtica de 1941-1945
- Medalla per la Consolidació de la Cooperació de Combat
- Medalla pel Desenvolupament de les Terres Verges
- Medalla del 30è Aniversari de l'Exèrcit i l'Armada Soviètics
- Medalla del 40è Aniversari de les Forces Armades Soviètiques
- Medalla del 50è Aniversari de les Forces Armades Soviètiques
- Medalla del 60è Aniversari de les Forces Armades Soviètiques
- Medalla del 50è Aniversari de la Milícia Soviètica
- Medalla del 800è Aniversari de Moscou
- Medalla del 250è Aniversari de Leningrad
- Premi Stalin (1953)
- Premi Lenin (1982)
- Premi Estatal de l'URSS (1982)
- Heroi de la República Socialista de Txecoslovàquia
- Heroi de la República Popular de Mongòlia
- Orde de Sukhbaatar (3)
- Orde de la Bandera Roja (Mongòlia)
- Orde de Klement Gottwald (2) (Txecoslovàquia)
- Orde del Lleó Blanc de 1a classe (Txecoslovàquia)
- Orde de George Dimitrov (2) (Bulgària)
- Orde de la Bandera d'Hongria (2)
- Creu de Grunwald de 1a classe (Polònia)
- Gran Creu de l'Orde de la Rosa Blanca (Finlàndia)
- Orde de Karl Marx (2) (RDA)
- Orde de Scharnhorst (RDA)
- Orde del Sol de la Llibertat (República Democràtica de l'Afganistan)